# Coaching zawodowy
Coaching zawodowy – jeden z rodzajów coachingu, służący rozwojowi zawodowemu pracowników; w ramach konkretnego stanowiska pracy zarówno obecnie zajmowanego, jak i takiego, którego objęcie jest przez klienta dopiero planowane. Coaching zawodowy adresowany jest do osób zatrudnionych w organizacji, a jego kontekst stanowią obowiązki i miejsce zajmowane w strukturze organizacji pracodawcy. Dla porównania coaching biznesowy kierowany jest do samodzielnych specjalistów i przedsiębiorców.
Coaching zawodowy służy wsparciu w realizacji zadań zawodowych pracownika. Obszarem pracy są wiedza, przekonania i postawy w realizacji roli zawodowej. Może być realizowany zarówno w pracy z menadżerem (coaching menadżerski), z przedstawicielem kadry zarządzającej (executive coaching) jak z osobami na innych stanowiskach.
Szczególnym rodzajem coachingu zawodowego jest coaching ścieżki zawodowej (career coaching). Ma on na celu wspieranie osoby w czasie wyboru kierunku rozwoju zawodowego lub pierwszym okresie objęcia nowej funkcji. W organizacji zazwyczaj ma on miejsce, gdy potrzebne jest określenie nowych obszarów pracy zawodowej, a w tym kontekście mocnych stron i ewentualnych ograniczeń pracownika. Może dotyczyć wsparcia na nowym stanowisku lub w sytuacji przygotowania do awansu.